# 말피의 공작부인

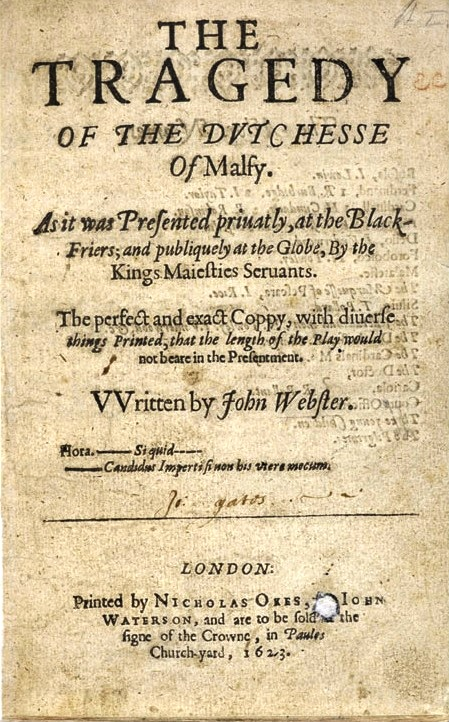

말피의 공작부인(The Duchess of Malfi)은 잉글랜드의 극작가 존 웹스터가 1612년부터 1613년까지 쓴 대표작이다.
이탈리아 아말피에서 공작부인이 가문의 명을 어기고 집사와 비밀리에 결혼해 아이까지 낳았다가 형제들에게 살해당하는 사건이 벌어진다. 사료는 가문의 명예를 저버린 공작부인을 욕망의 화신으로 묘사했다. 재커비언 시대를 대표하는 극작가 존 웹스터는 이 사건을 모티프로 작품을 구상하면서 공작부인을 고귀한 비극의 주인공으로 그려 낸다. 군주이기 전에 한 인간으로서 모든 걸 포기하고 사랑하는 사람과 함께하는 삶을 선택하는 공작부인은 고전 비극의 영웅적인 주인공으로서 손색없는 고결함을 보여 준다.

## 개요
이탈리아 아말피의 공작부인이 가문의 명을 따르지 않고 비밀리에 집사와 결혼해 아이까지 낳았다는 소문이 퍼진다. 이 일로 공작부인은 형제들에게 살해당한다. 이탈리아 전역을 떠들썩하게 만들었던 이 사건은 소설로, 야사로 각색되어 후대에 전해졌고, 번역되어 영국에까지 알려지게 되었다. 웹스터는 이 사건을 모티프로 ＜마피의 공작부인＞을 썼다.
아말피 공작부인 사건은 그 내용이 충격적이고 끔찍했던 만큼 당대 작가들에게 인기 있는 소재였다. 하지만 존 웹스터는 누구와도 다른 특별한 관점으로 이야기를 재구성했다. 공국의 통치자라는 권위와 책임을 뒤로하고 신분이 천한 집사와 통정해 아이까지 낳은 공작부인을 바라보는 세간의 시선은 곱지 않았다. 여러 소설과 야사에서 공작부인은 성적인 욕망에 사로잡힌 유혹자, 악녀로 비하된다. 웹스터는 그녀를 지위와 신분으로부터 분리해 사랑과 결혼이라는 지극히 자연스러운 갈망에 충실했던 한 인간으로 묘사한다. 그 결과 존 웹스터의 희곡에서 신분을 초월한 공작부인의 사랑은 낭만적이고 순수한 감정의 결정으로 비쳐진다. 또한 모든 걸 희생하고 사랑하는 사람과 함께하는 삶을 택한 공작부인의 결정은 고전 비극의 영웅적인 주인공으로서 손색없는 고결함을 보여 준다.
동시에 존 웹스터는 인간적 본능에 충실했던 공작부인의 비극적인 말로를 통해 종교, 가문, 명예, 관습과 도덕의 이름으로 행해지는 극단적인 폭력을 고발한다. 폭력의 주체는 가톨릭 교회의 지도자, 고귀한 가문 출신인 공작부인의 형제들이다. 앞에서는 명예, 도덕, 양심을 내세우면서 뒤에선 세속적인 욕망을 드러내며 저주와 복수, 마지막엔 살인이라는 악덕을 쌓는다. 역설적으로 이들이 ‘불명예’의 죄목으로 단죄했던 공작부인은 끝까지 신념을 굽히지 않으며 ‘명예’로운 종말로 비극의 주인공다운 면모를 보인다. 결국 ＜말피의 공작부인＞은 사악한 인간의 실체와 동시에 악이 지배하는 세상에서 인간의 무력한 운명을 매우 냉정하게 보여 주는 웹스터식 비극의 전형이라 할 수 있다.